# Tingena terrena
Tingena terrena är en fjärilsart som först beskrevs av Alfred Philpott 1926a.  Tingena terrena ingår i släktet Tingena och familjen praktmalar. Inga underarter finns listade i Catalogue of Life.